# Pies de barro
Pies de Barro es la decimonovena novela de Mundodisco, la saga escrita por Terry Pratchett. Fue publicada en 1996, y sigue dos historias principales, una es una serie de asesinatos cuyas pistas indican que el culpable puede ser un golem, y un extraño envenenamiento del Patricio.

## Argumento
Cuando se descubre que Nobby Nobbs podría ser uno de los descendientes del Conde de Ankh, una conjunción de la clase aristocrática de Ankh-Morphok y los líderes de los Gremios (principalmente, los que pertenecen a esta) se unen para deponer al Patricio y reemplazándolo por Nobby como nuevo rey, para poder gobernar con este puesto como títere en el gobierno. 
Por otra parte, parece que el patricio está siendo envenenado, pero nadie puede encontrar como está sucediendo, y una ex-alquimista enano, la nueva agente de la guardia Jovial Culopequeño se encarga de investigarlo a través del recientemente creado cuerpo forense de la Guardia de la ciudad de Ankh-Morpork, y es puesta a investigar como es que el envenenamiento ocurre. 
Al mismo tiempo, una serie de asesinatos ocurren en la ciudad, y todo apunta a que el culpable es un golem. Dorfl, un golem que trabaja en una fábrica ayuda a la guardia de la ciudad a descubrir el misterio, pero él también tiene un secreto que puede ayudar a resolver el misterio.